# Latvijas Radio

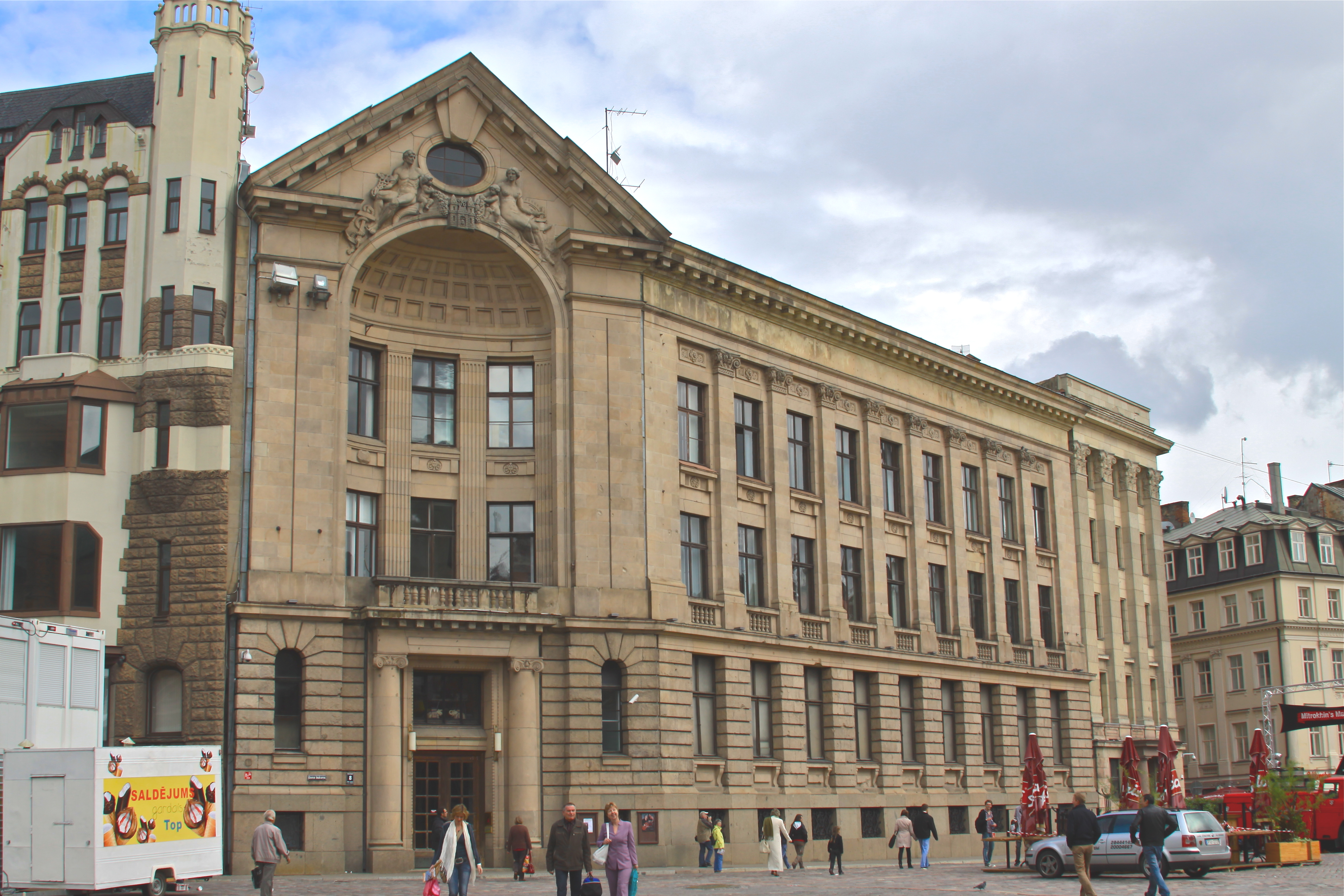
Рижский радиодом. Домская площадь, д. 8

Латвийское радио (латыш. Latvijas Radio, LR) — латвийская общественная радиокомпания.

## История

### Rīgas radiofons (1925—1940)
В 1925 году была создана компания Rīgas radiofons («Рижское радиовещание»), осуществлявшая вещание на средних волнах.

### Гостелерадио Латвийской ССР (1940—1990)
После присоединения к СССР в 1940 году Rīgas radiofons был реорганизован в Комитет радиофикации и радиовещания при СНК Латвийской ССР (Радиокомитет Латвийской ССР). Радиостанция получила название LR (Latvijas Radio — «Латвийское радио»), став республиканским тайм-слотом в рамках Радиостанции имени Коминтерна, ретрансляция которой началась через рижский радиопередатчик. В 1941—1944 годах через этот же радиопередатчик осуществлялось вещание радиостанции Hauptsender Riga.
В 1953 году Радиокомитет Латвийской ССР был реорганизован в Главное управление Министерства культуры Латвийской ССР (Радиоуправление Латвийской ССР), а в 1957 году — Государственный комитет Латвийской ССР по телевидению и радиовещанию (Гостелерадио Латвийской ССР).

### LR (с 1990 года)
В 1990 году Гостелерадио Латвийской ССР было разделено на Латвийское телевидение и Латвийское радио (LR). С 1993 года Латвийское радио является членом Европейского вещательного союза. В 1995 году LR запустило радиоканал LR 2, радиоканал LR был переименован в LR 1, 6 января 1996 года LR запустило радиоканал LR 3, 7 января 2002 года в эфир выходит LR 4 Домская площадь ,  1 декабря 2002 года — Latvijas Universitātes Radio NABA (позднее — Latvijas Radio 6 Radio Naba), 14 июля 2013 года — LR 5. 9 января 2013 года стало известно, что Национальный совет электронных СМИ Латвии утвердил концепцию нового латвийского общественного СМИ, которое планируется создать в течение пяти лет путём объединения Латвийского телевидения, Латвийского радио и интернет-платформ.

## Радиостанции

### Общенациональные радиостанции общей тематики
- Latvijas Radio 1 — содержание программ радиостанции состоит из новостей о событиях в Латвии и в мире, информации о политической, социальной, экономической и культурной жизни Латвии, программы для детей, а также религиозные программы и народной музыки.
- Latvijas Radio 2 — программа популярной латвийской музыки.
- Latvijas Radio 3 — радиостанция включает в себя классические, современные, джазовые и мировые культурные программы.
- Latvijas Radio 4 — вещает на русском языке, а также на языках других национальных меньшинств проживающих в стране. В полдень. 15:00 — музыкально-информационная программа: Русские и зарубежные поп-песни, а также пресс-релизы четыре раза в час.
- Latvijas Radio 5 Pieci.lv — молодёжная радиостанция

Доступны во всех районах Латвии через эфирное радиовещание (аналоговое на УКВ CCIR, ранее на УКВ OIRT, СВ), ранее также через проводное радиовещание.

### Муниципальные радиостанции
- Latvijas Radio 6 Radio Naba

Доступна через те же источники в Риге; также в формате DAB+ (цифровое вещание).

## Частота вещания[8]
| Город      | LR1   | LR2   | LR3 — Классика | LR4 — Домская пл. |
| ---------- | ----- | ----- | -------------- | ----------------- |
| Рига       | 90,7  | 91,5  | 103,7          | 107,7             |
| Лиепая     | 107,1 | 101,0 | 104,6          | 97,9              |
| Кулдига    | 95,9  | 101,3 | 92,0           | -                 |
| Вентспилс  | 99,2  | 103,0 | 89,8           | 95,3              |
| Дундага    | 91,1  | 106,7 | 104,2          | -                 |
| Валмиера   | 104,0 | 101,5 | 87,6           | -                 |
| Цесвайне   | 102,5 | 105,0 | 103,5          | -                 |
| Даугавпилс | 90,6  | 100,7 | 88,1           | 88,7              |
| Резекне    | 107,5 | 101,0 | 101,8          | 104,2             |
| Алуксне    | 106,8 | 104,3 | -              | 100,5             |
| Виесите    | 107,6 | 104,7 | 102,2          | 91,1              |
| Виляка     | -     | -     | -              | 100,0             |
| Лиелауце   | 99,6  | -     | -              | -                 |
| Лимбажи    | 105,5 | -     | -              | -                 |
| Дагда      | 102,6 | 98,6  | -              | 99,1              |
| Пиедруя    | 87,6  | -     | -              | 94,5              |